# August R. Lindt

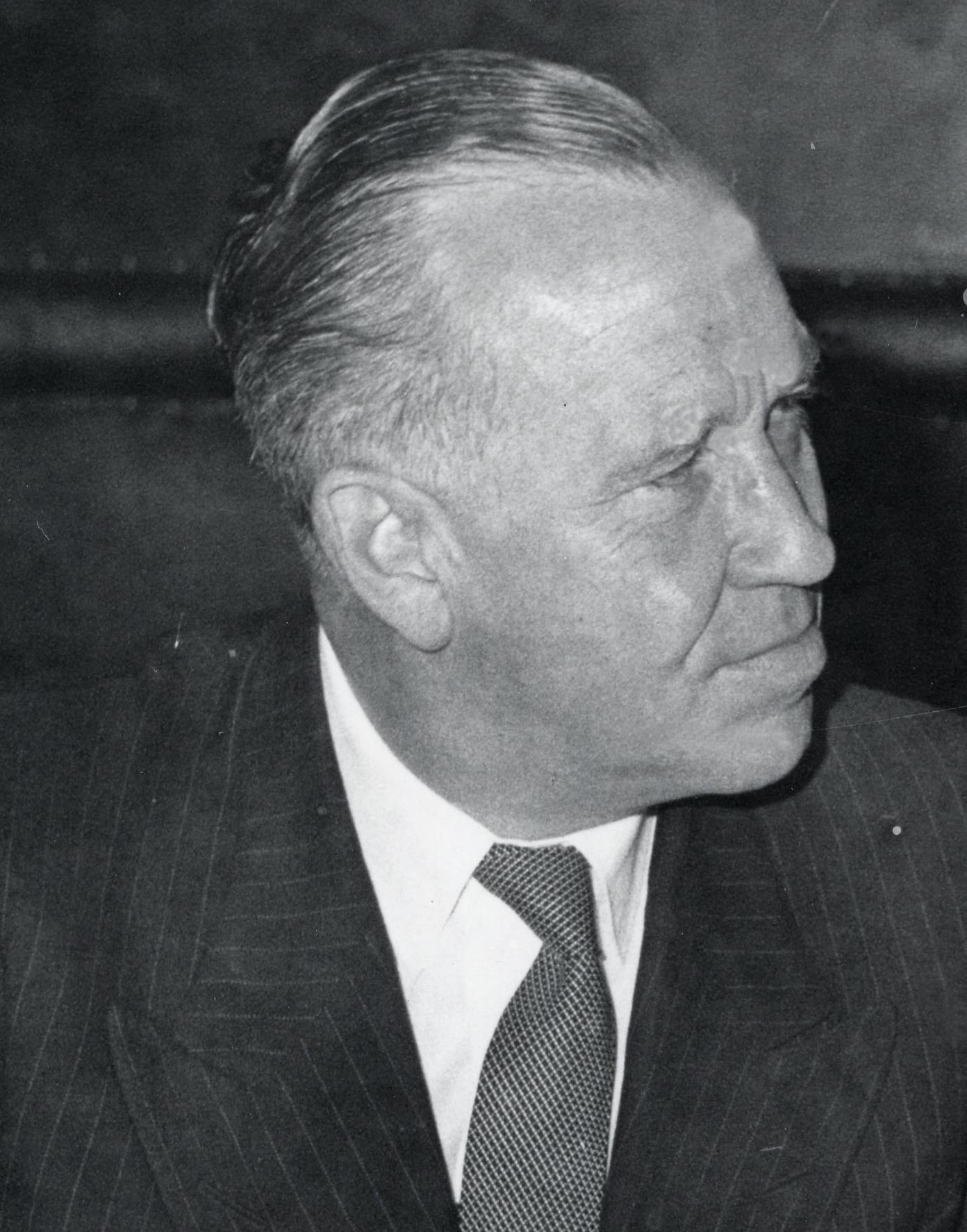
August R. Lindt (1961)

August Rudolf Lindt (* 5. August 1905 in Bern; † 14. April 2000 ebenda) war ein Schweizer Jurist, Diplomat und Hochkommissar der Vereinten Nationen für Flüchtlinge.

## Leben
Lindt war der Sohn eines Apothekers und Schokoladefabrikanten. Er besuchte das Gymnasium in Bern, studierte in Genf (1924–1925) und Bern Jura und promovierte 1927 mit der Dissertation Das sowjetrussische Aktienrecht. Von 1929 bis 1940 war er bei verschiedenen Banken in Paris, Berlin und London und als Sonderkorrespondent im In- und Ausland tätig.
Während des Zweiten Weltkrieges (1941–1945) war er Chef des zivilen Aufklärungsdienstes in der Sektion Heer und Haus des Armeekommandos. Von 1945 bis 1946 war er Delegierter einer Sondermission des IKRK in Berlin. Ab 1946 arbeitete er für das Eidgenössische Politische Departement (EPD, heute EDA) als Pressesprecher in Bern und anschliessend als Legationsrat in London. Von 1953 bis 1956 war er UNO-Beobachter sowie ab 1955 bevollmächtigter Minister in New York. 1952 war er Präsident des Exekutivkomitees der UNICEF und 1953 der Opium-Konferenz.  Er leitete 1956 die schweizerische Delegation an der Konferenz über das Statut der Internationalen Atomenergie-Agentur. Von 1956 bis 1960 war er Hochkommissar der Vereinten Nationen für Flüchtlinge. Anschliessend war er bis 1962 Schweizer Botschafter in Washington und Delegierter der technischen Zusammenarbeit des Eidgenössischen Politischen Departements. In den Jahren 1966 bis 1968 war er Botschafter in Moskau. Während des Biafrakrieges war er von 1968 bis 1969 Generalkommissär des IKRK in Afrika, dann Botschafter in der Mongolischen Volksrepublik, Indien und Nepal. Von 1973 bis 1975 war er Berater des Präsidenten der Republik Ruanda.

## Wirken
Dank seiner starken Persönlichkeit, seiner Unabhängigkeit und grossen internationalen Erfahrung war Lindt einer der bedeutendsten Schweizer des 20. Jahrhunderts. Seine eidgenössische Laufbahn, die weit über die blosse Diplomatie hinausreichte, war eng mit der schweizerischen und internationalen Zeitgeschichte verknüpft. Sein Leben war geprägt durch seine Zivilcourage und sein Engagement für Freiheit, Demokratie und Menschenrechte. Für die NZZ war August R. Lindt im Laufe der Zeit immer mehr zu einem moralischen Gewissen der Schweiz geworden.
Als Auslandkorrespondent (1932–1941) verschiedener Schweizer, deutscher und englischer Zeitungen bereiste er die Mandschurei im Kriegszustand, Irland, Liberia, Finnland, Palästina, Rumänien, auf dem Kamelrücken das Gebiet um den Persischen Golf, Tunesien und Jordanien. Im Winter 1939/1940 begleitete er im Auftrag der Neuen Zürcher Zeitung die finnische Armee in den Abwehrkampf gegen die Sowjetunion.
1940 musste Lindt als Fahrerkorporal zur Artillerie einrücken. Er liess sich zum Armeenachrichtendienst versetzen. Zusammen mit seinem Jugendfreund Alfred Ernst, Walther Allgöwer, Max Waibel und anderen war er 1940 massgeblich am sogenannten Offiziersbund und später an der weit breiter abgestützten Aktion Nationaler Widerstand beteiligt. Bei all diesen Bestrebungen ging es darum, einer Tendenz zum Defätismus gegenüber Nazi-Deutschland entgegenzutreten.
Gegen Kriegsende empfand er es als Befreiung, dass der Horizont für die Schweiz nun wieder weiter wurde, und entdeckte zugleich in der humanitären Tätigkeit seine wichtigste Lebensaufgabe. Er beteiligte sich an der Organisation der Schweizer Spende zugunsten des zerrütteten Europa und ging als IKRK-Delegierter ins zerstörte Berlin, um dort in der sowjetischen Besatzungszone die Tätigkeit des Komitees aufzubauen.
Die humanitäre Tradition der Schweiz war nicht immer offizielle Politik, sondern wuchs vielfach erst aus dem Widerstand gegen diese. Lindt gelang es, beides miteinander zu verbinden. Dabei stiess er nicht immer auf Gegenliebe. So empörten sich einzelne Parlamentarier, dass er als Schweizer Vertreter an der Internationalen Konferenz über Menschenrechte der UNO von 1968 das Apartheid-System moralisch verurteilte. Als Generalkommissär des IKRK für die Hilfsoperation Nigeria-Biafra meldete er dem Bundesrat die Waffenlieferungen der Firma Bührle an Nigeria, was später zum sogenannten Bührle-Skandal führte.
1987 hatte er sich öffentlich gegen den Abbau des Asylrechts eingesetzt. In den letzten Jahren kämpfte er mit dem Arbeitskreis Gelebte Geschichte gegen seiner Ansicht nach im Bergier-Bericht verzerrt kolportierte historische Darstellungen und die von ihm empfundene Verunglimpfung der Aktivdienstgeneration. Mit gleicher Leidenschaft warnte er vor Abwehrtendenzen gegenüber wirklichen Flüchtlingen oder vor der Relativierung der Neutralität des Landes.

## Auszeichnungen und Ehrungen
- 1960 Ehrendoktor der Universität Genf

## Primärliteratur
- Im Sattel durch Mandschukuo. F. A. Brockhaus, Leipzig 1934.
- Jo und Bo in der Mandschurei. Schweizerisches Jugendschriftenwerk, 1937.
- Generäle hungern nie. Zytglogge Verlag, 1983.
- Sardinenöl gegen Wodka. Erinnerungen eines Schweizer Diplomaten (1946–1960). Universitätsverlag Freiburg, Freiburg (Schweiz) 1999, ISBN 3-7278-1189-7.
- Die Schweiz, das Stachelschwein: Erinnerungen (1939 bis 1945). Zytglogge Verlag, 1992, ISBN 3-7296-0424-4.

## Sekundärliteratur
- Marc Perrenoud: August R. Lindt. In: Historisches Lexikon der Schweiz.
- Ruedi Tobler: Geradliniger Einsatz für Demokratie und Humanität. In: Zeitschrift für Friedenspolitik. Nr. 3/2000 (online (Memento vom 8. August 2005 im Internet Archive)).
- Rolf Wilhelm et al. (Hrsg.): August R. Lindt: Patriot und Weltbürger. Haupt Verlag, Bern 2003, ISBN 978-3-258-06527-4.
- Unbeugsamer Widerstand – Humanitäre Hilfe: Die «Schweizerzeit» im Gespräch mit alt Botschafter August R. Lindt. In: Schweizerzeit, Nr. 30, 18. Dezember 1998.